# آلین مولدوونو
آلین مولدوونو (انگلیسی: Alin Moldoveanu؛ زادهٔ ۳ مهٔ ۱۹۸۳) تیرانداز اهل رومانی بود.
وی در مسابقات کشوری و بین‌المللی در مجموع برندهٔ ۲ مدال طلا، ۵ مدال نقره، ۱ مدال برنز شده‌است.